# Virgil Atanasiu

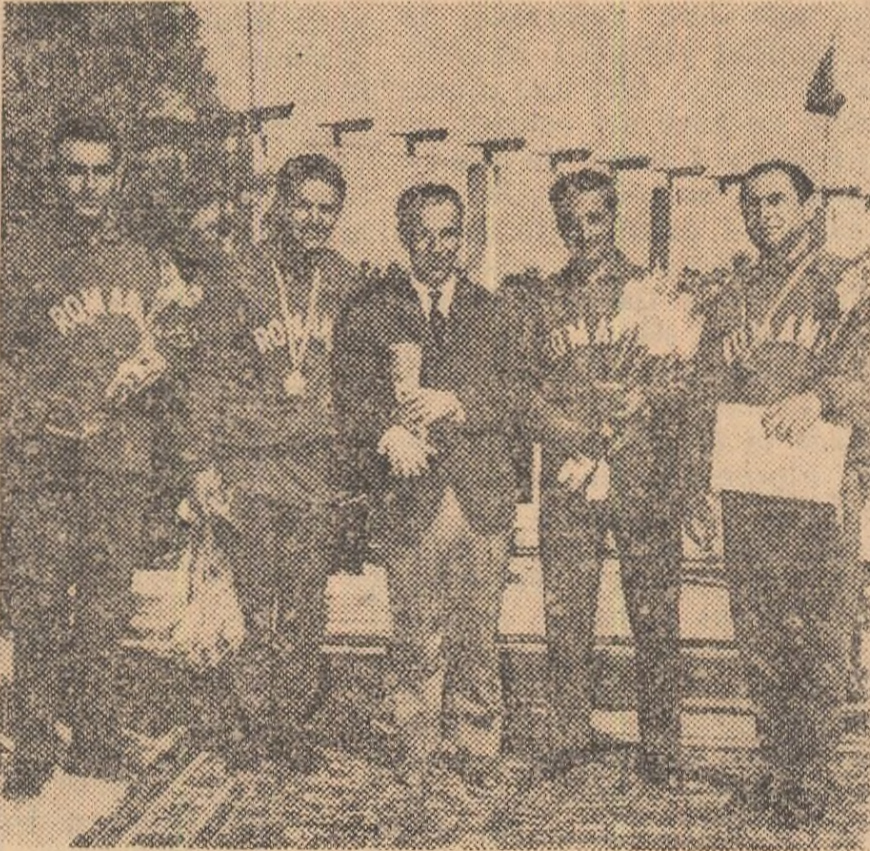
Campionatele Europene de Tir din 1965. Festivitate de premiere: echipa României la pistol viteză, campioană europeană. Marcel Roșca, Virgil Atanasiu, Petre Cișmigiu (antrenor), Mihai Dumitriu și Ion Tripșa

Virgil Atanasiu (n. 21 mai 1937, Dumbrăveni, România) este un fost trăgător de tir sportiv român. A concurat în proba de pistol viteză 25 m⁠(d) la Jocurile Olimpice de vară din 1968.

## Distincții
- Ordinul „Meritul Sportiv” clasa a III-a (25 octombrie 1966) „pentru rezultatele deosebite obținute în competițiile sportive internaționale, precum și pentru contribuția valoroasă adusă la dezvoltarea culturii fizice și sportului în țara noastră”[2]